# Aliaksandr Lisouski
Aliaksandr Lisouski (né le 13 novembre 1985) est un coureur cycliste biélorusse, spécialiste de la piste. En mars 2008, il est devenu champion du monde du scratch au vélodrome de Manchester. Lors de ces championnats, il a également obtenu la médaille de bronze de l'omnium.

## Palmarès sur piste

### Championnats du monde
- Manchester 2008
  -  Champion du monde du scratch
  -  Médaillé de bronze de l'omnium
- Pruszkow 2009
  - 9e du scratch
  - 16e de l'omnium
- Melbourne 2012
  - 18e du scratch
- Minsk 2013
  - 15e de la poursuite par équipes

### Coupe du monde
- 2011-2012
  - 3e du scratch à Pékin

### Championnats de Biélorussie
- Champion de Biélorussie du scratch : 2010